# テトラブロモビスフェノールA
テトラブロモビスフェノールA（Tetrabromobisphenol A、TBBPA）は、臭素系難燃剤の一種である。市販されているものは黄色を呈するが、純粋なものは白色の固体である。難燃剤としては最も一般的なものの1つである。

## 生産と用途
TBBPAは、ビスフェノールAの臭素化により生産される。市販されるTBBPAのほとんどは、化学式 C15H16−xBrxO2 （x=1-4）で表される、臭素化度の異なるものの混合物である。臭素化度が高いほど難燃性が高い。ヨーロッパの年間消費量は2004年に6,200トンと推定されている。
この他の用途として、合成樹脂の反応性成分（モノマー）としての利用があり、ビスフェノールAの一部をTBBPAに置き換えて難燃性ポリカーボネートを製造するのに使用される。特に、プリント基板で使用されるエポキシ樹脂の製造には、低グレードのTBBPAが使用される。

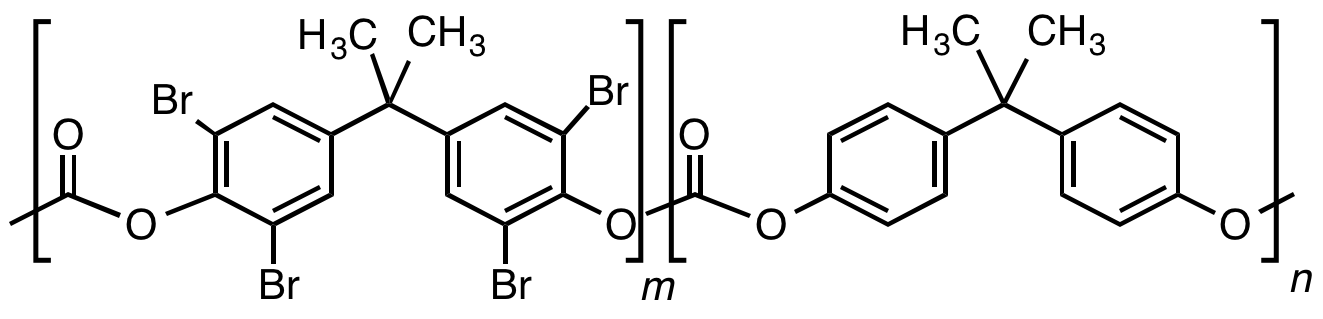
TBBPAモノマーを含むポリカーボネート共重合体

## 毒性
欧州食品安全機関（EFSA）は、2011年12月にTBBPAおよびその誘導体への食品の暴露に関する研究を発表した。この研究では魚介類など海産物から344の食品サンプルを調査したうえで、「欧州連合における現時点のTBBPAへの食品の曝露は、健康上の懸念を引き起こさない」と結論付けた。また、EFSAは「特に幼児が、ハウスダストを通じてTBBPAにさらに曝露しても、健康上の懸念が生じる可能性は低い」と判断した。
TBBPAが内分泌攪乱物質および免疫毒性物質である可能性を示唆する複数の研究がある。内分泌攪乱物質としては、エストロゲン（女性ホルモン）とアンドロゲン（男性ホルモン）の両方に干渉する可能性がある。さらに、TBBPAはその構造から甲状腺ホルモンであるチロキシン（T4）様物質として作用し、しかも T4 よりも輸送タンパクであるトランスサイレチンとの結合能が強いため、T4 の活性を阻害する。また、T細胞におけるCD25受容体の発現を阻害して活性化を妨げ、ナチュラルキラー細胞の活性を低下させることにより、免疫応答を抑制する可能性がある 。
TBBPAに関する2013年の文献レビューでは、TBBPAは「内分泌系の障害に関連すると考えられ得る悪影響」を引き起こさないと結論付けられており、国際的な定義によればTBBPAは「内分泌攪乱物質」と見なされるべきではないとされる。さらに、哺乳類においてはTBBPAは急速に排泄されるため、体内に蓄積される可能性はない。ハウスダストや食事、血清サンプル中に検出されるTBBPAの濃度は非常に低く、ヒトにおけるTBBPAの1日摂取量は数ng/kg体重/日を超えないと推定されている。大衆の曝露も、REACHにおける導出無毒性量（derived-no-effect-levels、DNEL）を遙かに下回っている。
TBBPAはビスフェノールAとTBBPAジメチルエーテルに分解するが、ゼブラフィッシュ（Danio rerio）での実験では、TBBPAはビスフェノールAまたはTBBPAジメチルエーテルよりも発生時の毒性が高い可能性があることが示唆されている。

### 検出
環境中に排出されたTBBPAは、水圏、土壌、底質に極低濃度で検出される。また、下水汚泥やハウスダストからも検出される。TBBPAは、460件以上の研究をレビューしたEUリスク評価手順に基づいて8年間に渡る評価が行われている。リスクアセスメントの結果は、2008年6月にEU官報に掲載された。リスクアセスメントの結論は、欧州委員会のSCHER委員会（健康および環境リスクに関する科学委員会）で承認された。TBBPAはREACHに登録されている。

## 規制
RoHSによる規制について、欧州委員会から委託を受けたコンサルティング・ファームが検討を行っていたが、2021年3月2日に最終報告書が公開され、「添加用途でのTBBP-AのRoHS2の付属書IIへの収載を推奨」すると結論された。ただし、反応性の用途、特にFR4プリント基板の素材としての使用は推奨する規制に含まれない、とされた。